# Brudu
Brudu is een bestuurslaag in het regentschap Jombang van de provincie Oost-Java, Indonesië. Brudu telt 4599 inwoners (volkstelling 2010).